# 羽巨膝蛛
羽巨膝蛛（学名：Opopaea plumula）为卵形蛛科巨膝蛛属的动物。在中国大陆，分布于湖南等地。该物种的模式产地在湖南。